# 無法松 (お笑い芸人)
無法松（むほうまつ、1974年5月18日 - ）は、日本のお笑い芸人。たけし軍団の一員。ビートたけしがプロデュースするファッションブランドKITANOBLUE代表。本名、塩坂 倫之（しおさか のりゆき）。
熊本県八代市出身。身長168cm、体重98kg。血液型A型。私立九州学院高等学校卒業。

## 来歴・人物
吉本総合芸能学院（大阪校）の第12期生（1993年4月入学）。同期に2丁拳銃、小籔千豊、鈴木つかさ、松本秀樹らがいる。
その後たけし軍団入り。お宮の松と『北京ゲンジ』という漫才コンビを組んでいたが、2005年に解散し、桐畑トールと『ほたるゲンジ』という漫才コンビを組んでいる。 
自転車競技（短距離）で全国大会に出場した経験を持つ。

## 出演

### テレビ
- 出動!ミニスカポリス（テレビ東京）
- 未来創造堂（日本テレビ）
- ビートたけしのお笑いウルトラクイズ（第20回、日本テレビ）
- クロノス（フジテレビ）
- 再捜査刑事・片岡悠介9’（テレビ朝日）
- 警視庁心理捜査官・明日香5（2016年、TBSテレビ）

### 映画
- キッズ・リターン（1996年7月27日公開、オフィス北野・ユーロスペース） - 南極五十五号 役
- HANA-BI（1998年1月24日公開、日本ヘラルド映画） - 銀行前にいる男 役
- 座頭市（2003年9月6日公開、オフィス北野・松竹） - 侍に憧れる男 役
- 裏切りの仁義2（2017年）
- 浅草キッド（2021年12月9日配信、Netflix）

### CM
- バンダイ『ネクストキング』

など多数